# Klaus Prenner
Klaus Prenner (ur. 28 lutego 1943) – niemiecki lekkoatleta, średniodystansowiec. W czasie swojej kariery startował w barwach Republiki Federalnej Niemiec.
Zajął 5. miejsce w biegu na 1500 metrów na europejskich igrzyskach halowych w 1966 w Dortmundzie.
Na europejskich igrzyskach halowych w 1967 w Pradze zwyciężył w sztafecie 3 × 1000 metrów (w składzie: Prenner, Wolf-Jochen Schulte-Hillen i Franz-Josef Kemper).
Prenner był brązowym medalistą mistrzostw RFN w biegu na 1500 metrów w 1965. W hali był mistrzem RFN na tym dystansie w 1966 i 1967 oraz wicemistrzem w 1965.